# Sobredosi

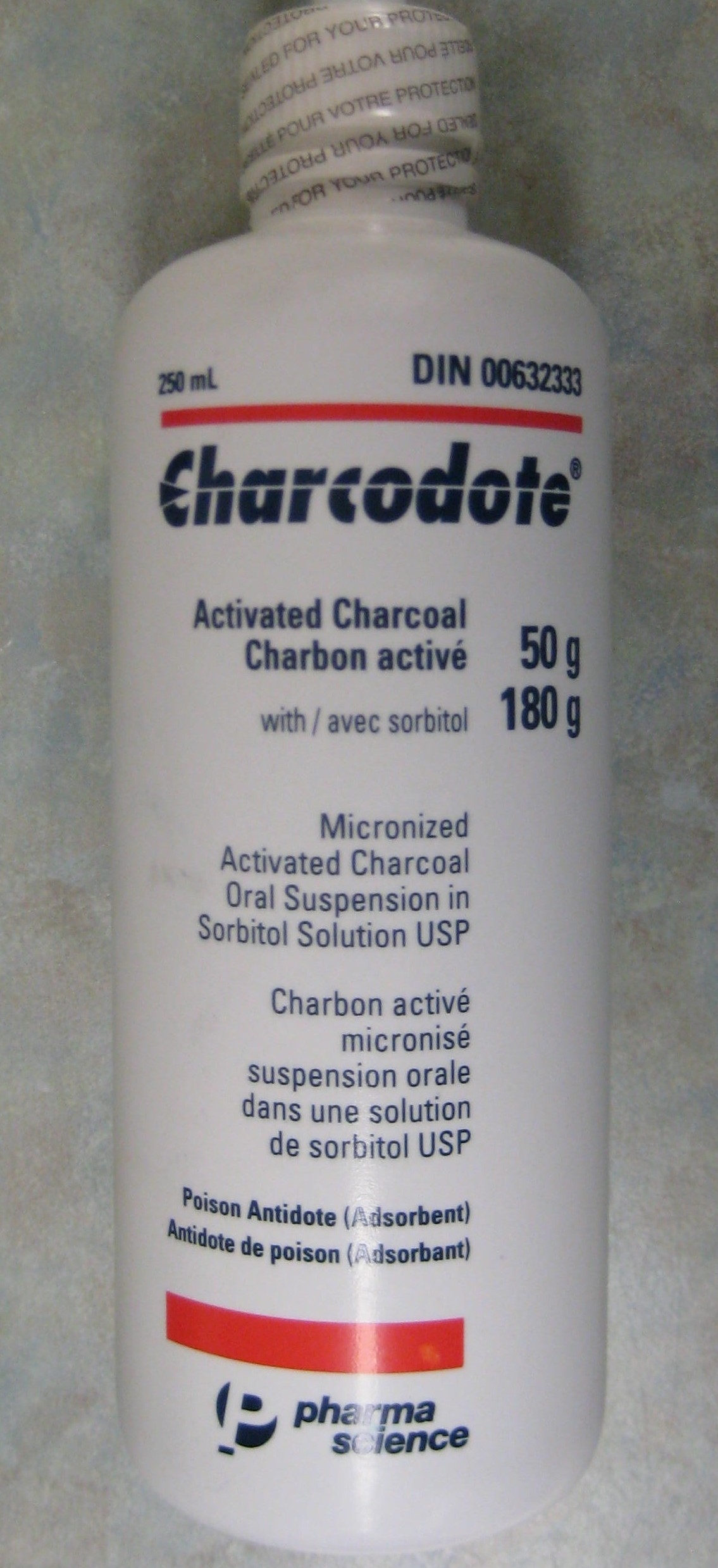
Carbó activat

La sobredosi descriu la ingestió o aplicació d'un medicament, una droga o altres substàncies, en quantitats que resulten excessives. Una sobredosi es considera danyosa i perillosa i pot portar a la mort.

## Classificació
La paraula "sobredosi" implica que hi ha una dosi segura per una substància; tanmateix aquest terme és normalment aplicat a les drogues, però no als verins encara que s'ha de remarcar que determinats verins són innocus a una dosi prou baixa.
Les sobredosis de drogues sovint són causes intencionades de suïcidi o d'autolesions, però moltes sobredosis són accidentals resultants d'un comportament irresponsable o d'equivocacions en llegir els prospecte de medicaments. Sovint la sobredosi és el resultat d'utilitzar múltiples drogues simultàniament amb contraindicacions entre elles (per exemple l'heroïna/amb alguns analgèsics i cocaïna/amfetamines/alcohol) També pot portar a la sobredosi utilitzar drogues il·lícites de puresa desconeguda, en grans quantitats, o després d'un període d'abstinència. Els que s'injecten cocaïna per via intravenosa poden tenir una sobredosi accidental, ja que el marge entre un “flash” òptim i la sobredosi és reduït.
També hi pot haver sobredosis accidentals per altres causes com són la sobreprescripció, no haver reconegut una matèria activa en un medicament, o ingestió per nens petits. Una sobredosi comuna en nens petits implica medicaments com els de multivitamines que continguin ferro que si arriba en grans quantitats a la sang fa que causa un sever canvi en el pH del cos. Aquesta sobredosi s'ha de tractar ràpidament amb una teràpia de quelats, ja que si no pot conduir a la mort o un coma permanent.

## Signes i símptomes
Depenen de les drogues o toxines utilitzades. Els símptomes es poden dividir en diferents toxídroms. Això pot ajudar a determinar quina classe de susbstància causa les dificultats.

## Diagnòstic i tractament
Determinar la substància és fàcil quan la persona està conscient i sap què ha pres. En persones inconscients la recerca en la casa del pacient o la informació dels familiars o amics pot ser útil. Naloxona és un antídot per a narcòtics que es fa servir sovint, ja que fa disminuir el risc de mort per sobredosi. en el cas de persones que s'han injectat drogues
Cal evitar barrejar drogues amb depressors com alcohol barbitúrics, benzodiapines i opiacis
Pel tractament el primer és estabilitzar al pacient en la seva funció respiratòria i del sistema circulatori, vigilar la temperatura, el pols, la taxa respiratòria, la pressió arterial i l'electrocardiograma i la saturació d' O₂.

## Epidemiologia
Als Estats Units l'any 2004 van morir 19.250 persones per sobredosi per enverinament accidental (segons el National Center for Health Statistics).